# Iwan Dmitrijewitsch Jermakow

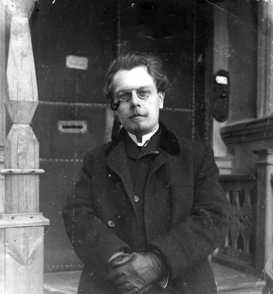
Iwan Dmitrijewitsch Jermakow

Iwan Dmitrijewitsch Jermakow (geboren 1875 in Konstantinopel, Osmanisches Reich; gestorben 31. März 1942 im Gefängnis) war ein Psychologe, Psychiater, Künstler und Literaturkritiker, einer der Pioniere sowie Leiter der psychoanalytischen Bewegung in Russland und der späteren Sowjetunion.

## Leben
Jermakow besuchte bis 1896 das Gymnasium in Tiflis. Er studierte Medizin in Moskau und schloss das Studium 1902 ab und arbeitete von 1904 bis 1921 als Psychiater an der Moskauer Universitätsklinik. Im Russisch-Japanischen Krieg 1905 wurde er als Militärarzt einberufen. Von 1921 bis 1925 leitete er ein Psychoanalytisches Kinderheim-Laboratorium in Moskau. 1922 gründete er mit Mosche Wulff, Otto Schmidt und fünf weiteren Personen die „Psychoanalytische Forschungsvereinigung für künstlerische Kreativität“. Er veröffentlichte mehrere psychoanalytische Studien zu russischen Schriftstellern. Mit dem Staatsverlag organisierte er die Herausgabe der „Psychoanalytischen und Psychologischen Bibliothek“ in der unter anderem ein Großteil von Freuds Werken in russischer Übersetzungen erschienen.
Jermakow wurde 1941 aus politischen Gründen verhaftet und starb 1942 im Gefängnis.